# خدرنق كناري
خدرنق كناري (الاسم العلمي: Cheiracanthium canariense) هو نوع من العنكبوتيات يتبع جنس الخدرنق من الفصيلة العناكب الكيسية.